# Ethel de Keyser
Ethel de Keyser (4 novembre 1926 — 16 juillet 2004) était une militante anti-apartheid sud-africaine basée à Londres en Angleterre. 

## Biographie
Ethel Tarshish est née en 1926 de parents juifs qui ont immigré en Afrique du Sud juste avant ou peu après sa naissance. Certaines sources situent sa naissance à Vilnius, d'autres en Afrique du Sud même,. En Afrique du Sud, son père possède une usine de vêtements. Elle poursuit un cursus universitaire en Angleterre et devient citoyenne britannique. Elle retourne en Afrique du Sud en 1960, après le massacre de Sharpeville et la détention de son frère Jack Tarshish. Elle s’implique alors dans la lutte anti-apartheid et en 1963, alors qu'elle se préparait à retourner en Angleterre, son frère Jack est de nouveau arrêté en tant que membre du Congrès national africain. Elle reste en Afrique du Sud pour le procès, mais est expulsée par la suite. Jack est emprisonné pendant douze ans. De retour en Angleterre, Ethel travaille pour l’Orchestre symphonique de Londres tout en faisant du bénévolat pour l’Anti-Apartheid Movement (AAM), devenant son secrétaire exécutif. Elle mène des campagnes pour maintenir l’embargo britannique sur les armes et pour refuser la reconnaissance du régime d’Ian Smith en Rhodésie. Elle participe à l’organisation de SATIS (South Africa The Prisoners Society), un réseau pour ceux qui travaillent pour la libération des prisonniers politiques .
En 1981, elle devient directrice du British Defense and Aid Fund (BDAF) pour l’Afrique australe et met sur pied une fondation à but éducatif (le Canon Collins Educational Trust pour l’Afrique australe). L'acteur d'origine sud-africaine Antony Sher a dit d'elle qu’elle était devenue son « gourou politique » durant cette période.
Après 1994, après la chute de l'apartheid, elle s'occupe de causes sanitaires et éducationnelles en Afrique du Sud, y compris la lutte contre le sida . En 2001 elle reçoit l'Ordre de l'Empire britannique pour son travail en faveur des droits de l'Homme.
Ethel Tarshish fut mariée à l’acteur David de Keyser pendant dix ans (de 1949 à 1959), et elle eut une longue relation avec l’écrivain George Lamming. 
Ethel de Keyser est décédée en 2004, après une crise cardiaque. Les administrateurs du Canon Collins Educational Trust ont créé des bourses en son nom pour lui rendre hommage.